# Laliostominae
A Laliostominae a kétéltűek (Amphibia) osztályába, a békák (Anura) rendjébe és az aranybékafélék (Mantellidae) családjába tartozó alcsalád.

## Elterjedése
Az alcsaládba tartozó békák Madagaszkár endemikus élőlényei.

## Rendszerezésük
Az alcsaládba tartozó nemek:
- Aglyptodactylus Boulenger, 1918
- Laliostoma Glaw, Vences & Böhme, 1998